# Seizō Katō (Synchronsprecher)
Seizō Katō (jap. 加藤 精三, Katō Seizō; * 14. Februar 1927 in Stadt Tokio (heute: Tokio); † 17. Januar 2014 in Itabashi, Tokio) war ein japanischer Synchronsprecher (Seiyū).

## Leben
Seizō Katō gründete 1956 die Schauspieltruppe Gekidan Higei (劇団日芸). 1968 kam er unter Vertrag der Künstleragentur Haikyō.
Bekannt war er für seine Rolle des Ittetsu Hoshi in der Anime-Serie Kyojin no Hoshi sowie seine Stimme für die Mefirasu-Außerirdischen in der Tokusatsu-Reihe Ultraman.
2009 wurde er mit dem Award of Merit (Verdienstpreis) der Tōkyō Kokusai Anime Fair ausgezeichnet.
Seizō Katō erlag am 17. Januar 2014 in einem Krankenhaus in Itabashi einer Blasenkrebserkrankung. Er hinterließ seine Frau Setsuko (節子).

## Rollen (Auswahl)

### Anime
- Chirin no Suzu (1978) als Wolf
- Chō Denji Machine Voltes V (1977–1978) als Dr. Hamaguchi
- Detektiv Conan – Der nachtschwarze Jäger (2009) als Kiyonaga Matsumoto
- Norageki! (2011) als alter Mann
- Freedom (2006) als Alan
- Giant Robo (1992) als Schwaltz
- Gokusen (2004) als Fuji
- Gunsmith Cats (1995–1996) als Senator Edward Haints
- Im Land des Zauberers von Oz (1986–1987) als Oz
- Der kleine Bibelfuchs (1996) als Abraham
- Kyojin no Hoshi (1968–1971) als Hoshi Ittetsu
- Kyōshoku Sōkō Guyver (1992) als Dr. Hamilcar Barcas
- Lupin III: Fuma Ichizoku no Imbō (1987) als Inspektor Zenigata
- Naikaku Kenryoku Hanzai Kyōsei Torishimarikan Zaizen Jōtarō (2006) als Kōzō Soneya
- Rakushō! Hyper Doll (1995) als Dr. Zaiclit
- Saber Rider and the Star Sheriffs (1984–1985) als Huser
- Seihō Bukyō Outlaw Star (1998) als Hazanko
- SF Shinseiki Lensman (1984) als Helmuth
- Shigurui (2007) als Kogan Iwamoto
- Shishunki Bishōjo Gattai Robo Z-Mind (1999) als Jim Pekinpah
- Slayers Great (1997) als Galia
- Tokyo Godfathers (2003) als „Mutter“
- Transformers (1984–1987), Transformers: Scramble City (1986), Transformers: The Headmasters (1987–1988), Transformers – Der Kampf um Cybertron (1986) als Megatron, Galvatron
- Zenmai Zamurai (2006–2009) als Cha-jiji

### Tokusatsu
- Ultraman-Reihe als Mefirasu-Außerirdische
  - Ultraman (1966–1967)
  - Ultraman Mebius (2006–2007)
  - Ultra Galaxy Daikaijū Battle: Never Ending Odyssey (2008–2009)
  - Ultraman Mebius Gaiden: Ghost Reverse (2009)
- Kamen-Rider-Reihe als General Jack
  - Kamen Rider Black RX (1988–1989)
  - Kamen Rider Sekai ni Kakeru (1989)
  - Gekijōban Kamen Rider Decade: All Rider tai Dai-Shocker (2009)
  - OOO Den’ō All Rider: Let’s Go Kamen Rider (2011)
- Super-Sentai-Reihe (1977–2003) als diverse